# Havdhems församling
Havdhems församling är en församling i Sudrets pastorat i Sudertredingens kontrakt i Visby stift i Svenska kyrkan. Församlingen ligger i Gotlands kommun i Gotlands län.

## Administrativ historik
Församlingen har medeltida ursprung. Församlingen har till 1962 varit moderförsamling i pastoratet Havdhem och Näs, som 1940 utökades med Grötlingbo och Fide. Från 1962 till 2010 var den moderförsamling i pastoratet Havdhem, Näs, Grötlingbo, Eke, Hablingbo och Silte. 2010 uppgick pastoratets församlingar i Havdhems församling, som då också bildade ett eget pastorat. Från 2018 ingår församlingen i Sudrets pastorat.

## Kyrkor
- Eke kyrka
- Grötlingbo kyrka
- Hablingbo kyrka
- Havdhems kyrka
- Näs kyrka
- Silte kyrka